# Raión de Chechelivka
Raión de Chechelivka (en ucraniano: Чечелівський район) es un raión o distrito urbano de Ucrania, en la ciudad de Dnipró.

## Demografía
Según estimación 2010 contaba con una población total de 120706 habitantes.